# Condicionamento
Condicionamento é a ação de condicionar, de providenciar o necessário para a realização de alguma coisa: condicionamento de verbas para um projeto, por exemplo. É a reunião das condições por meio das quais uma ação é realizada; circunstâncias. Em psicologia, é a associação por repetição de um estímulo a uma reação não natural, fazendo com que esse estímulo passe a provocá-la sempre. É o processo através do qual uma resposta é causada por um estímulo, diferentemente do que aconteceria naturalmente. Refere-se a dois fenômenos de aprendizagem distintos: 
- condicionamento clássico e
- condicionamento operante.